# Emelie Larsson
Emelie Larsson (* 5. Juni 1987 in Torsby) ist eine schwedische Biathletin.
Emelie Larsson startet für den Verein Bore Biathlon. 2005 nahm sie in Kontiolahti an ihren ersten Juniorenweltmeisterschaften teil und belegte die Plätze 20 im Einzel, 21 im Sprint und 24 in der Verfolgung. Mit Jenny Jonsson und Elisabeth Högberg wurde sie Fünfte im Staffelrennen. Im Jahr darauf erreichte sie in Presque Isle sie Plätze 14 im Einzel, 20 im Sprint und 25 der Verfolgung sowie mit Johanna Holma und Elin Mattsson im Staffelwettbewerb Platz sechs. 2007 kamen in Martell die Ränge 25 im Einzel, 29 im Sprint und 35 im Verfolgungsrennen hinzu. Mit Högberg und Sanna Eklund wurde Larsson zudem erneut Staffelsechste. Ihre letzte Junioren-WM lief die Schwedin 2008 in Ruhpolding. Bei den Wettkämpfen in Deutschland erreichte Larsson Platz 28 im Einzel, 40 im Sprint, 33 der Verfolgung und mit Jonsson und Kim Adolfsson Platz fünf mit der Staffel Schwedens. Schon vor der WM belegte sie mit Rang sieben in einem Sprint in Torsby erstmals ein Ergebnis unter den besten Zehn im Junioren-Weltcup. Letztes Großereignis wurden die Junioreneuropameisterschaften 2008 in Nové Město na Moravě. Larsson wurde 20. des Einzels, 22. des Sprints, 14. der Verfolgung und mit Eklund, Mattssen und Adolfsson Achte im Staffelrennen.
Seit 2008 tritt Larsson im Leistungsbereich an. Zum Auftakt der Saison startete sie erstmals in Idre und wurde 29. des Sprints. Gegen Ende der Saison in ihrem erst dritten Rennen konnte die Schwedin in einem Einzel in Ridnaun als Zehntplatzierte erstmals die Top Ten der zweithöchsten Rennserie des Biathlons. Zum Beginn der folgenden Saison gab Larsson ihr Debüt im Biathlon-Weltcup. In Östersund wurde sie in einem Einzel 61. Es ist bislang ihr bestes Ergebnis im Weltcup. Erstes Großereignis bei den Senioren wurden die Biathlon-Europameisterschaften 2010 in Otepää, wo sie im Einzel den 23. Platz erreichte, 25. im Sprint und 26. der Verfolgung wurde und mit Jenny Jonsson, Ingela Andersson und Elin Mattsson im Staffelrennen sechster wurde.
National wurde Larsson 2009 bei den schwedischen Meisterschaften in Östersund hinter Anna-Carin Olofsson-Zidek und Sofia Domeij Drittplatzierte im Massenstart und mit Chardine Sloof sowie Elin Mattsson Zweite im Staffelwettbewerb. 2010 gewann sie erneut Staffelsilber.

## Biathlon-Weltcup-Platzierungen
Die Tabelle zeigt alle Platzierungen (je nach Austragungsjahr einschließlich Olympische Spiele und Weltmeisterschaften).
- 1.–3. Platz: Anzahl der Podiumsplatzierungen
- Top 10: Anzahl der Platzierungen unter den ersten zehn (einschließlich Podium)
- Punkteränge: Anzahl der Platzierungen innerhalb der Punkteränge (einschließlich Podium und Top 10)
- Starts: Anzahl gelaufener Rennen in der jeweiligen Disziplin

| Platzierung             | Einzel | Sprint | Verfolgung | Massenstart | Staffel | Gesamt |
| ----------------------- | ------ | ------ | ---------- | ----------- | ------- | ------ |
| 1. Platz                |        |        |            |             |         |        |
| 2. Platz                |        |        |            |             |         |        |
| 3. Platz                |        |        |            |             |         |        |
| Top 10                  |        |        |            |             |         |        |
| Punkteränge             | 1      |        |            |             |         | 1      |
| Starts                  | 4      | 4      |            |             |         | 8      |
| Stand: 4. Dezember 2011 |        |        |            |             |         |        |